# کریستن استوارت
کریستن جیمز استوارت (انگلیسی: Kristen Jaymes Stewart؛ زادهٔ ۹ آوریل ۱۹۹۰) بازیگر و فیلم‌ساز آمریکایی است. او پردرآمدترین بازیگر زن جهان در سال ۲۰۱۲ است و دریافت‌کنندهٔ افتخاراتی نظیر یک جایزهٔ بفتا و یک جایزهٔ سزار بوده‌است و نامزد دریافت یک جایزهٔ اسکار و یک جایزهٔ گلدن گلوب شده‌است. استوارت حرفهٔ بازیگری در سال ۱۹۹۹ با نقش‌های ناشناس و شخصیت‌های فرعی در چندین فیلم آغاز کرد و در سال ۲۰۰۲ برای بازی در نقشِ دختر شخصیت جودی فاستر در تریلر اتاق پناهگاه نامزدیِ دریافت جایزهٔ هنرمند جوان را برایش به ارمغان آورد. او بیشتر به خاطر ایفای نقش در فیلم‌هایی همچون زادورا: یک ماجرای فضایی، به خانواده رایلی خوش آمدید، در سرزمین زنان و طبیعت وحشی معروف است، استوارت در سال ۲۰۰۸ و به خاطر بازی در نقشِ اصلی، بلا سوان در سری گرگ و میش به شکلِ رسمی و بین‌المللی شناخته شد. پنج قسمتِ این فیلم فانتزی (۲۰۰۸–۲۰۱۲) در سراسر جهان و در مجموع، بیش از ۳/۳ میلیارد دلار فروش داشت.
او خارج از سری گرگ و میش، در طیف گسترده‌ای از فیلم‌های مختلف حضور یافت که از میان آن‌ها می‌توان به سرزمین ماجراجویی (۲۰۰۹)، فراری‌ها (۲۰۱۰)، سفیدبرفی و شکارچی (۲۰۱۲)، در جاده (۲۰۱۲)، کمپ ایکس ری (۲۰۱۴)، هنوز آلیس (۲۰۱۴) و برابرها (۲۰۱۵) اشاره کرد. وی در عین حال، به خاطر بازی در فیلم ابرهای سیلس ماریا برندهٔ جایزه سزار شد. او اولین زنِ آمریکایی است که برندهٔ این جایزه شده‌است. در سال ۲۰۱۶، استوارت بازی در فیلم خریدار شخصی را آغاز کرد که فیلم‌نامهٔ این اثر سینمایی به صورت اختصاصی برای او توسط الیویه آسایاس نوشته شده بود. استوارت پیش از این در چند فیلم با او همکاری داشت. او برای بازی در نقش اصلی اسپنسر (۲۰۲۱) نامزد دریافت جایزۀ اسکار بهترین بازیگر زن شد.
سایت جشنواره ترایبکا کریستن را جزو ۱۰ نفر برتر نقش آفرینی ۲۰۱۷ انتخاب کرد. او به عنوانِ بازیگر زن، پُر درآمدترین هنرپیشه در ونتی فر و در فهرست بالاترین دستمزد بگیران هالیوود در سال ۲۰۱۰ قرار گرفت، با درآمد برآورد شدهٔ ۲۸/۵ میلیون دلار، در سال ۲۰۱۱، از طرف مجلهٔ فوربز به عنوان بهترین بازیگر هالیوودی به خاطر ایفای نقش‌های پُردرآمد شناخته شد؛ فوربز همچنین نام او را در بالاترین پرداختی به بازیگران زن در سال ۲۰۱۲ قرار داد. با مجموعِ درآمد ۳۴/۵ میلیون دلار. استوارت به عنوان چهرهٔ برگزیدهٔ بِرَند مشهور شنل و مارک‌های معروف مُد از جمله بالینسیاگا در حال حاضر فعالیت می‌کند.

## زندگی
کریستن جیمز استوارت ۹ آوریل ۱۹۹۰ و در لس‌آنجلس، کالیفرنیا به دنیا آمد، همان جایی که توسط پدر و مادرش در صنعت سرگرمی مطرح شد، اما بعضی از سال‌های اولیه زندگیش را در کلرادو گذرانده و سپس دوباره به لس‌آنجلس بازگشته است.
پدرش جان استوارت مدیر صحنه و تهیه‌کننده تلویزیون است و برای کمپانی فاکس کار می‌کند. مادرش جولز مان-استوارت که یک کارگردان محسوب می‌شود و همچنین استرالیایی است. استوارت سه برادر دارد. به نام‌های تیلور،کامرون و دانا استوارت.

## زندگی خصوصی

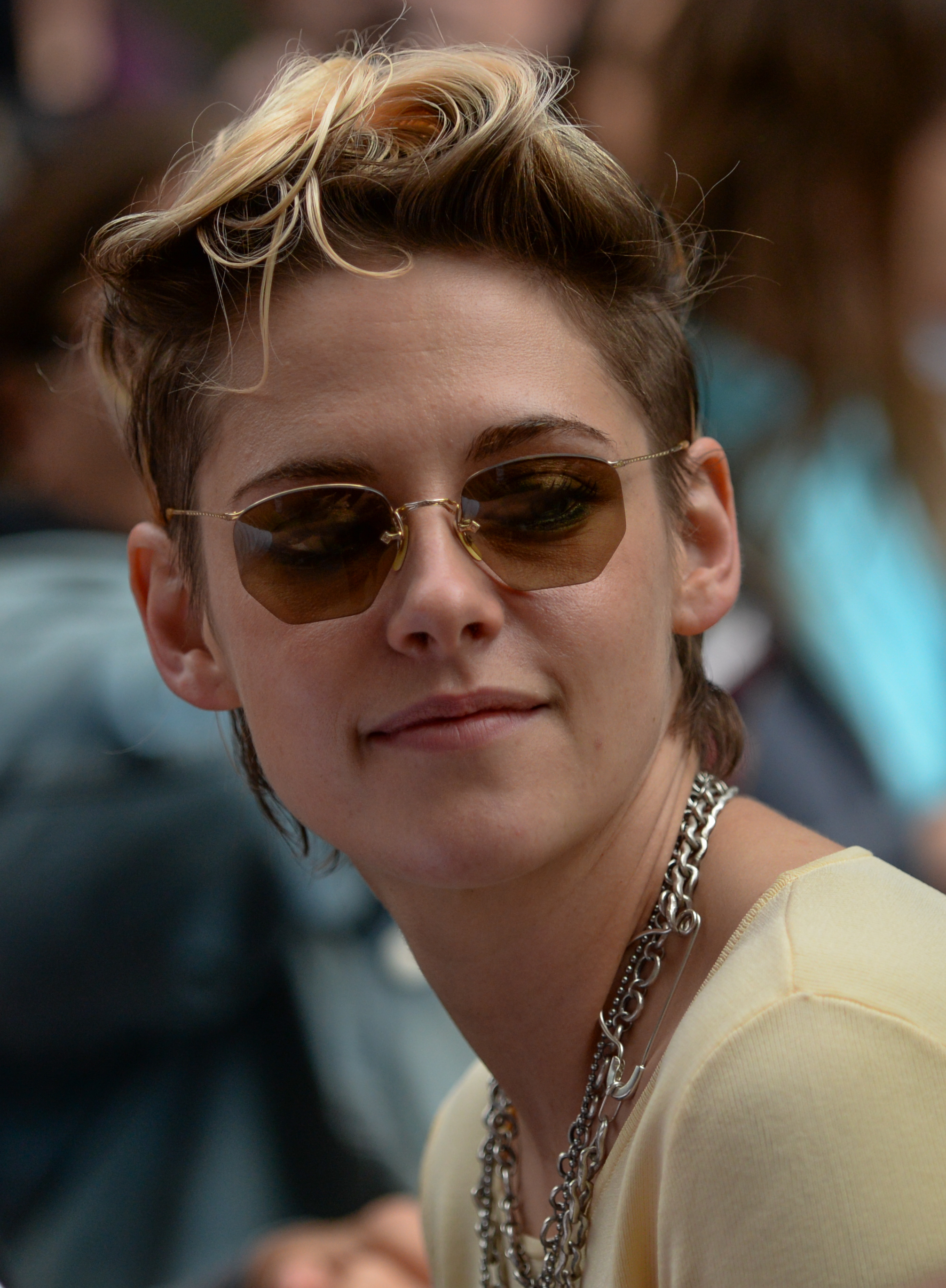
استوارت در سال ۲۰۱۹

استوارت هم‌اکنون در لس‌آنجلس زندگی می‌کند. او در سال ۲۰۱۷ گفت که دوجنس گرا است «اگر دوجنس گرا باشید سرافکنده نمی‌شوید. این موضوع اصلاً آشفته‌کننده نیست. برای من کاملاً بر عکس است.» استوارت در سال ۲۰۱۹ درمورد تأثیر انگاشته شده از تمایلات جنسی خود بر موفقیت شغلی خود صحبت کرد و گفت که به او هشدار داده شده بود که رابطه‌اش با دوست دخترش را علنی نکند تا بتوانند او را برای نقش‌های اصلی انتخاب کند. او گفت: «من نمی‌خواهم با چنین افرادی کار کنم.»
او پیش‌تر ارتباطِ نزدیکی با همتایِ بازیگرش در مجموعه گرگ و میش، رابرت پتینسون داشت. او بعد از این ماجرا رابطهٔ جدیدی را با یک تولیدکنندهٔ محتوای بصری به نام آلیشیا کارگریل و خوانندهٔ فرانسوی استفانی «سوکو» سوکولینسکی آغاز کرد. از اوایل سال ۲۰۱۶ میلادی، استوارت، با یکی از مدل‌های ویکتوریا سیکرت به نام استلا مکسول ارتباط داشته و نامزد کرده بوده‌است. کریستین در مصاحبه ای با هارپرز بازار گفته که دستان من برای یافتن دوست مرد هنوز باز است و ادامه می‌دهد که مایلم همه چیز را امتحان کنم. او از اوت ۲۰۱۹ با دیلن مایر، فیلمنامه‌نویس، رابطه داشته‌است. استوارت در نوامبر ۲۰۲۱ تأیید کرد که پس از دو سال با دیلن مایر نامزدی کرده‌است.

## فیلم‌شناسی
| سال       | نام فیلم                             | نقش                |
| --------- | ------------------------------------ | ------------------ |
| ۱۹۹۱      | سیزدهمین سال                         | دختر در مسیر آبشار |
| ۲۰۰۲      | اتاق پناهگاه                         | سارا آلتمن         |
| ۲۰۰۲      | ایمنی اشیاء                          | سم جنینگس          |
| ۲۰۰۳      | عمارت کلد کریک                       | کریستن تیلسون      |
| ۲۰۰۴      | صحبت کن                              | ملیندا سوردینو     |
| ۲۰۰۴      | بچه را بگیر                          | مدی                |
| ۲۰۰۴      | جریان نهفته                          | لیلا               |
| ۲۰۰۵      | مردم خشمگین                          | مایا               |
| ۲۰۰۶      | زاتورا: یک ماجرای فضایی              | لیزا               |
| ۲۰۰۷      | پیام‌رسان                             | جس سالومون         |
| ۲۰۰۷      | در سرزمین زنان                       | لوسی هاردویک       |
| ۲۰۰۷      | به‌سوی طبیعت وحشی                     | تریسی تاترو        |
| ۲۰۰۷      | کیک خواران                           | جورجیا             |
| ۲۰۰۸      | جهنده                                | صوفی               |
| ۲۰۰۸      | دستمال زرد                           | مارتین             |
| ۲۰۰۸      | چه اتفاقی افتاده؟                    | زوئی               |
| ۲۰۰۸      | گرگ و میش                            | بلا سوان           |
| ۲۰۰۹      | گرگ و میش: ماه نو                    | بلا سوان           |
| ۲۰۰۹      | سرزمین ماجراجویی                     | امیلی لوین         |
| ۲۰۱۰      | به خانوده رایلی خوش آمدید            | مالوری             |
| ۲۰۱۰      | فراری‌ها                              | جوان جت            |
| ۲۰۱۰      | گرگ و میش: کسوف                      | بلا سوان           |
| ۲۰۱۱–۲۰۱۲ | گرگ و میش: سپیده‌دم                   | بلا سوان/کالن      |
| ۲۰۱۲      | گرگ و میش: سپیده دم ۲                | بلا سوان/کالن      |
| ۲۰۱۲      | سفیدبرفی و شکارچی                    | سفیدبرفی           |
| ۲۰۱۲      | در جاده                              | مری لو             |
| ۲۰۱۴      | کمپ اشعه ایکس                        | امی کول            |
| ۲۰۱۴      | ابرهای سیل ماریا                     | ولنتین             |
| ۲۰۱۵      | من هنوز آلیس هستم                    | لیدیا              |
| ۲۰۱۵      | بی‌هوشی                               | سوفی               |
| ۲۰۱۵      | برابرها                              | نیا                |
| ۲۰۱۵      | افراط آمریکایی                       | فیبی               |
| ۲۰۱۶      | پیاده‌روی طولانی بیلی لین بین دو نیمه | کاترین لین         |
| ۲۰۱۶      | برخی زنان                            | بت تراویس          |
| ۲۰۱۶      | کافه سوسایتی                         | ونی                |
| ۲۰۱۶      | خریدار شخصی                          | مورین              |
| ۲۰۱۷      | بیا شنا کنیم                         | کارگردان           |
| ۲۰۱۷      | پخش زنده شنبه شب                     |                    |
| ۲۰۱۸      | لیزی                                 | بریجت سالیوان      |
| ۲۰۱۸      | جی‌تی لروی                            | لورا آلبرت         |
| ۲۰۱۹      | سیبرگ                                | جین سیبرگ          |
| ۲۰۱۹      | عشق آنتوشا                           | خودش               |
| ۲۰۱۹      | فرشتگان چارلی                        | سابینا ویلسون      |
| ۲۰۲۰      | زیر آب                               | نورا پرایس         |
| ۲۰۲۰      | شادترین فصل                          | اَبی هلند           |
| ۲۰۲۱      | اسپنسر                               | دایانا، شاهدخت ولز |
| ۲۰۲۲      | جنایات آینده                         | تیملین             |
| ۲۰۲۴      | عشق دروغ خونریزی                     | رز گلس             |
| ۲۰۲۴      | عاشقم باش                            | دژا                |
| ۲۰۲۴      | ساکرامنتو                            | رزی                |